# Dysdera sanborondon
Dysdera sanborondon is een spinnensoort in de taxonomische indeling van de celspinnen (Dysderidae).
Het dier behoort tot het geslacht Dysdera. De wetenschappelijke naam van de soort werd voor het eerst geldig gepubliceerd in 2000 door Arnedo, Oromí & Carles Ribera.